# Phonognatha
Phonognatha är ett släkte av spindlar. Phonognatha ingår i familjen käkspindlar.
Kladogram enligt Catalogue of Life:
| Phonognatha | \| \| Phonognatha graeffei \| \| \| \| \| \| Phonognatha guanga \| \| \| \| \| \| Phonognatha joannae \| \| \| \| \| \| Phonognatha melania \| \| \| \| \| \| Phonognatha melanopyga \| \| \| \| \| \| Phonognatha pallida \| \| \| \| \| \| Phonognatha vicitra \| \| \| \| |
|             | \| \| Phonognatha graeffei \| \| \| \| \| \| Phonognatha guanga \| \| \| \| \| \| Phonognatha joannae \| \| \| \| \| \| Phonognatha melania \| \| \| \| \| \| Phonognatha melanopyga \| \| \| \| \| \| Phonognatha pallida \| \| \| \| \| \| Phonognatha vicitra \| \| \| \| |
|             | Phonognatha graeffei |
|             | |
|             | Phonognatha guanga |
|             | |
|             | Phonognatha joannae |
|             | |
|             | Phonognatha melania |
|             | |
|             | Phonognatha melanopyga |
|             | |
|             | Phonognatha pallida |
|             | |
|             | Phonognatha vicitra |
|             | |